# 琴学韧端
《琴学韧端》，古琴谱。鉴湖逸士石卿于道光八年1828年辑。

## 琴谱考究
现版本为抄本琴谱，没有撰辑人也没有撰辑年月，只有目录比较详细，目录前题名《琴学韧端》在目录第一部分琴論之末，书“虎丘鉴湖逸士訂”的行款，下有印鉴“石卿学古”隐约透漏出撰辑人的名字，所收录三十四个琴曲曲谱，都没什么特点，其中中有《凤求凰》、和《湘江怨》琴曲略有增考。